# Harpachne schimperi
Harpachne schimperi là một loài thực vật có hoa trong họ Hòa thảo. Loài này được A.Rich. mô tả khoa học đầu tiên năm 1850.